# Символ Кронекера — Якобі
В теорії чисел, символ Кронекера — Якобі {\displaystyle \left({\frac {a}{n}}\right)} чи (a|n), є узагальненням символу Якобі для всіх цілих чисел n. 

## Визначення
Нехай n — ненульове ціле число, розклад якого на прості множники має вигляд
{\displaystyle u\cdot {p_{1}}^{e_{1}}\cdots {p_{k}}^{e_{k}},}
де u рівне 1 чи −1 і pi є простими числами. Нехай a — деяке ціле число. Символ Кронекера (a|n) визначається
{\displaystyle \left({\frac {a}{n}}\right)=\left({\frac {a}{u}}\right)\prod _{i=1}^{k}\left({\frac {a}{p_{i}}}\right)^{e_{i}}.}
Для непарних {\displaystyle p_{i}}, число (a|pi) рівне символу Лежандра. (a|2) визначається як
{\displaystyle \left({\frac {a}{2}}\right)={\begin{cases}0&a\equiv 0{\pmod {2}}\\1&a\equiv \pm 1{\pmod {8}},\\-1&a\equiv \pm 3{\pmod {8}}.\end{cases}}}
(a|u) дорівнює 1 коли u = 1. Коли u = −1, визначення має вигляд
{\displaystyle \left({\frac {a}{-1}}\right)={\begin{cases}-1&a<0,\\1&a\geq 0.\end{cases}}}
Остаточно
{\displaystyle \left({\frac {a}{0}}\right)={\begin{cases}1&a=\pm 1,\\0&a\neq \pm 1.\end{cases}}}
Що визначає значення символу для всіх цілих чисел n.

## Властивості
- {\displaystyle \left({\frac {a}{b}}\right)=0} тоді і тільки тоді, коли {\displaystyle (a,b)\neq 1} (a і b не є взаємно простими)

- Мультиплікативність: {\displaystyle \left({\frac {ab}{c}}\right)=\left({\frac {a}{c}}\right)\left({\frac {b}{c}}\right)}

- - Зокрема, {\displaystyle \left({\frac {a^{2}b}{c}}\right)=\left({\frac {b}{c}}\right)}

- Періодичність по змінній a: якщо {\displaystyle b>0}, то

- - при {\displaystyle b\not \equiv 2\mod {4}} період рівний b, тобто {\displaystyle \left({\frac {a+b}{b}}\right)=\left({\frac {a}{b}}\right)}

- - при {\displaystyle b\equiv 2\mod {4}} період рівний 4b, тобто {\displaystyle \left({\frac {a+4b}{b}}\right)=\left({\frac {a}{b}}\right)}

- Періодичність по змінній b: якщо {\displaystyle a\neq 0}, то

- - при {\displaystyle a\equiv 0;1\mod {4}} період рівний |a|, тобто {\displaystyle \left({\frac {a}{b+\left|a\right|}}\right)=\left({\frac {a}{b}}\right)}

- - при {\displaystyle a\equiv 2;3\mod {4}} період рівний 4|a|, тобто {\displaystyle \left({\frac {a}{b+4\left|a\right|}}\right)=\left({\frac {a}{b}}\right)}